# Trilobitomorfs
Els trilobitomorfs (Trilobitomorpha) són un subembrancament dels artròpodes on es trobarien, inicialment, les classes dels trilobits i els trilobitoïdeus, totalment independents i diferenciades. D'una banda, els trilobits es van desenvolupar durant tot el Paleozoic i es distribueixen en uns nou o deu ordres amb les seves subfamílies. Per l'altra, els que es van classificar com a trilobitoïdeus en un principi, són únicament del 
Cambrià mitjà, trobats a la Colúmbia Britànica (Canadà), i només constarien d'una vintena de gèneres.

## Taxonomia controvertida
Ha existit controvèrsia en la utilització del subfílum trilobitomorf per a englobar el que en un principi es van considerar dues classes diferents, els trilobits i els trilobitoïdeus. Aquests últims, en un primer moment se'ls va considerar una classe; però la diversitat morfològica de les seves espècies i el fet que no semblen tenir un parentiu proper als trilobits o entre elles mateixes, ha comportat que actualment se'ls classifiqui en subfílums independents dins dels artròpodes.

## Generalitats dels trilobitomorfs
Malgrat aquesta polèmica, als trilobitomorfs se'ls va classificar tenint en compte que només s'hi engloben formes fòssils d'aparença trilobítica, amb tres lòbuls i no amb tres segments. Tanmateix, el cos se sol distribuir en tres regions bàsiques: cèfalon, soma i pigidi. I tots disposaven d'antenes preorals monorràmies.